# Priwolnoje (rejon krasnogwardiejski)
Priwolnoje (ros. Приво́льное) – wieś (ros. село, trb. sieło) w Rosji w rejonie krasnogwardiejskim Kraju Stawropolskiego.
Do 16 marca 2020 roku miejscowość stanowiła centrum administracyjne sielsowietu priwolnienskiego.

## Geografia
Wieś położona jest na obu brzegach rzeki Jegorłyk, a jej grunty graniczą z Krajem Krasnodarskim i obwodem rostowskim. Położona jest 138 km od stolicy obwodu (Stawropol) i 18 km od centrum administracyjnego rejonu (Krasnogwardiejskoje).

## Demografia
W 2015 roku miejscowość zamieszkiwało 3400 osób.

## Urodzeni we wsi
- Michaił Siergiejewicz Gorbaczow – radziecki i rosyjski polityk, sekretarz generalny KC KPZR, pierwszy i jedyny prezydent ZSRR
- Jurij Aleksandrowicz Gurow – radziecki i rosyjski piosenkarz, pierwszy wokalista zespołu Łaskowyj Maj